# Memorial (Nyman)

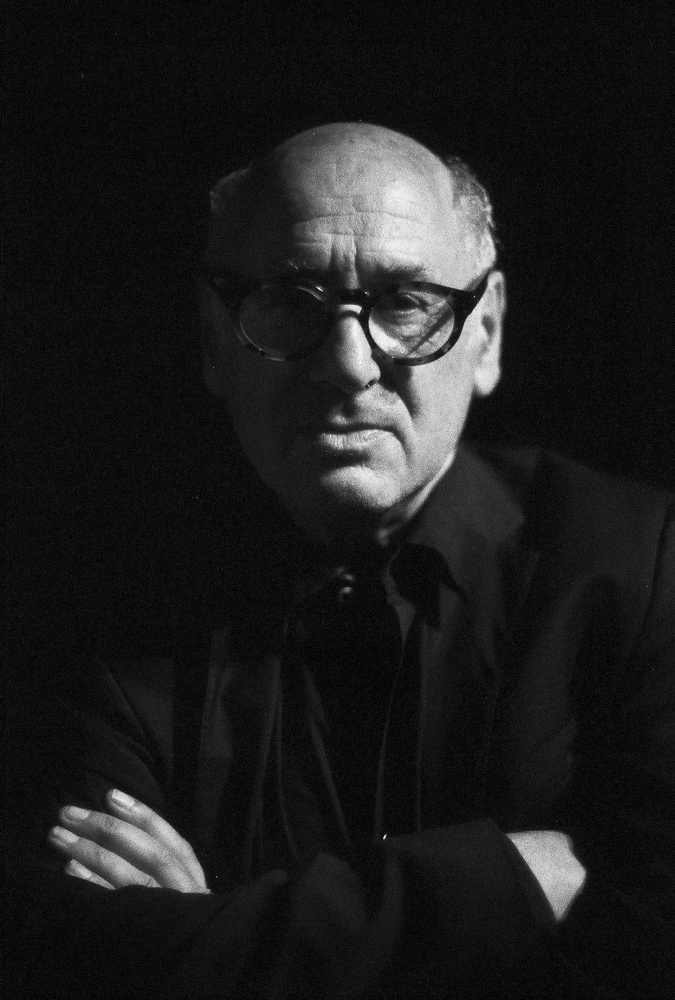
Michael Nyman na Mezinárodním filmovém festivalu v Oděse v červenci 2015

Memorial je epická hudební skladba ve stylu pohřebního pochodu složená Michaelem Nymanem v letech 1984–1985. Byla premiérově (a jedinkrát živě) uvedena 15. června 1985.
Její první komerční nahrávka byla vydána na soundtracku k filmu Kuchař, zloděj, jeho žena a její milenec (The Cook, the Thief, His Wife & Her Lover) z konce 80. let. Znovu pak byla nahrána na album The Essential Michael Nyman Band hudebního uskupení Michael Nyman Band a album The Composer's Cut Series Vol. II: Nyman/Greenaway Revisited. Uvedení skladby na albech After Extra Time a The Best Best of Michael Nyman: 1990–2001 je již jen reedicí nahrávek z Essential a soundtracku. 

## Původ a souvislosti
Nyman využil pohřební pochod už ve své dřívější práci Drowning by Numbers a znovu oživil jeho schéma v Memorialu, přičemž jasně určil smrt a její emocionální dopad jako hlavní téma kompozice. Nyman skladbu výslovně věnoval památce 39 fanoušků fotbalového klubu Juventus FC, kteří zemřeli v květnu 1985 při tragédii na Heyselském stadionu v Bruselu.
Kompozice si vypůjčila hudební frázi z opery Král Artuš od barokního skladatele Henryho Purcella, z předehry k árii „What Power Art Thou“ zpívané Studeným Géniem v třetím dějství. Tato fráze se ovšem nesčetněkrát opakuje v minimalistickém duchu. Skladbě dominují první dvě třetiny sekce smyčců a žesťů, podpořené basovou kytarou a bubeníkem. Sopranistka Sarah Leonardová nastupuje až v poslední třetině a její part se skládá hlavně z dlouhých bezeslovných vzlyků, které do kompozice vnáší dramatický efekt. Její zpěv je soustavně o oktávu výš než zbytek orchestru a vytváří tak děsivý efekt vyjadřující bolest a smutek. 
Nejznámější částí skladby je ve skutečnosti pouze její pátá věta. Šestá věta byla vydána na kompaktním disku pod názvem „Images Were introduced“ v rámci alba The Kiss and Other Movements. Druhá a čtvrtá věta se objevují na albu La Traversée de Paris. Ostatní věty zůstaly nevydané a Nyman označil dílo za „demontované“.

## Vliv
Skladbu popsal Waldemar Januszczak v britském deníku Guardian jako „malý kousek pokání“. 
Memorial měl silný vliv na filmového režiséra Petera Greenawaye, který se rozhodl přizpůsobit části svého filmu Kuchař, zloděj, jeho žena a její milenec této skladbě. Ve skutečnosti je tato kompozice možná nejlepším příkladem integrace Nymanovy hudby do Greenawayovy tvorby. Poslední sekvence filmu byla zcela zinscenována kolem páté věty Memorialu. Sekvence představuje průvod nesoucí tělo Milence, připravené Kuchařem, servírované a Manželkou jako jídlo pro jejího manžela, Zloděje. 
Na Zimních olympijských hrách v roce 1998 v japonském Naganu využila ruská krasobruslařská dvojice Oksana (Paša) Grišuková a Jevgenij Platov část skladby ve svém volném tanci a získala zlatou medaili.
Později byla skladba využita v dokumentárním filmu Muž na laně (2008) a také ve znělce nizozemského televizního pořadu Coena Verbraaka Kijken in de Ziel (2009–2018). Skladbu využívá při víkendovém vydání zpráv izraelský televizní kanál Channel 2 (Arutz Shtaim).   
V roce 2014 sám skladatel navázal na odkaz obětem z oblasti fotbalu, když složil svou 11. symfonii Hillsborough memorial a věnoval ji 96 obětem na životech při semifinálovém zápase Liverpoolu s Nottinghamem 15. dubna 1989. Symfonie měla svou světovou premiéru 5. července 2014 v liverpoolské katedrále.